# 酒井ももか
酒井 ももか（さかい ももか、1993年7月25日 - ）は、日本のAV女優。ティーパワーズ所属。

## 略歴・人物
鳥取県出身。2013年12月、アダルトビデオメーカー・プレステージの専属女優としてAVデビュー。

## 出演作品

### アダルトDVD
2013年
- エスカレートするドしろーと娘 素人かんぜんだましどり 235（12月3日、プレステージ）

2014年
- 一泊二日、美少女完全予約制。 第二章 〜酒井ももかの場合〜（1月1日、プレステージ）
- 新・絶対的美少女、お貸しします。 ACT.16（2月11日、プレステージ）
- 青春スクールメモリーズ 第5期 同級生 酒井ももか（3月1日、プレステージ）
- (素)シロウトTV PREMIUM 14（3月21日、プレステージ）
- 満足度満点新人ソープ DX（4月1日、プレステージ）
- 酒井ももかの 新生活はとってもいやらしいシェアハウス（5月1日、プレステージ）
- 酒井ももかがご奉仕しちゃう♥超最新やみつきエステ（6月3日、プレステージ）
- 美しいお嬢様の卑猥なる飼育（7月1日、プレステージ）
- Bi STYLE 美専属デビュー 美巨乳×肉体美 絶世の究極BODY（11月25日、美）
- kira☆kira BLACK GAL DEBUT 日焼け黒ギャル専属デビュー 美巨乳Fcupイキナリ青姦露出ナマズボ中出し（12月19日、kira☆kira）※「MOMOKA」名義

2015年
- 女子校生監禁凌辱 鬼畜輪姦 116（3月7日、アタッカーズ）
- 生意気な女子校生を苛めたい…（4月7日、アタッカーズ）
- 女子大生淫辱白書 暴虐管理人（5月7日、アタッカーズ）
- kira☆kira BLACK GAL 小悪魔誘惑 黒ギャル美巨乳中出し温泉旅行（6月19日、kira☆kira）※「MOMOKA」名義
- kira☆kira BLACK GAL 美巨乳Fcup黒ギャルご奉仕ナース 大量ぶっかけ連続ナマ中出し病棟（7月19日、kira☆kira）※「MOMOKA」名義
- 出張トレーナーに飲まされた媚薬で超過敏になりマ○コをヒクつかせ目の前のデカチンを欲しがる美人巨乳妻（8月1日、DOC）
- 学校の帰りにエロプリしているJ○にガチ交渉! スケベな事しか考えていないならエッチな事させてください! 3（8月11日、DOC）※「なる」名義
- 第33回 王様ゲーム SOD女子社員5名を独りで堪能できる! 濃密ハーレム リクエストSP（8月20日、SODクリエイト）※「酒井美香」名義
- 彼氏持ちギャルの不満を徹底調査!愚痴を聞きつつ「AV男優とSEXしてみませんか?」と出演交渉しOKしたユルマンギャルに怒涛の中出ししてみたら…（10月9日、SCOOP）
- 「そこの巨乳お嬢さん!童貞くんの射精のお手伝いをしてくれませんか?」 自慢のおっぱいでパイズリ射精してもらうつもりが優し過ぎて童貞喪失筆おろしセックス!までしてくれました。 Vol.7（10月25日、ナンパJAPAN）
- ティーンハンティング vol.07（11月11日、DOC）※「あんり」名義
- 巨乳女医限定!! 派遣型中出しメンタルクリニック（11月13日、BAZOOKA）
- 麗しの美人OL Premium Beauty Vol.6（11月13日、BAZOOKA）
- ガチ本番!! 極上素人ナンパ即挿入!! in大宮（11月13日、S級素人）
- 応募してきた出稼ぎ上京若妻 借金返済中出しバイト（11月13日、S級素人）
- 過激すぎるド素人娘 4時間スペシャル 29（11月13日、S級素人）
- 潮吹き大乱交 4時間 SPECIAL 3（12月1日、MOODYZ）

2016年
- 生中出しコギャル4時間 FIVE GALS COLLECTION Vol.5（1月8日、BAZOOKA）
- 完全女体観察4時間スペシャル（1月8日、S級素人）
- プレミア(素人)ハンティング Vol.4（1月25日、ナンパJAPAN）
- ザーメンが苦手なももかの口内に大量発射でガチえづき! デカイおっぱいにオイルを塗りたくり大人数で辱め（5月1日、Red Cat）
- 気持ちいいSEXならイクらでも。 おねだり上手な眩しすぎる身体（5月1日、S-Cute）